# Дом камерной музыки имени Комитаса
Дом камерной музыки им. Комитаса (арм. Կոմիտասի անվան Կամերային երաժշտության տուն) — концертный зал в Ереване, расположенный на Кольцевом бульваре Еревана на участке между улицами Абовяна и Налбандяна, яркий образец советского модернизма. Построен в 1977 году по проекту Степана Кюркчяна. Сегодня в зале базируется Национальный центр камерной музыки. Здание включено в список недвижимых памятников истории и культуры административного района Кентрон города Еревана под номером 1.6/91.

## История
В 1940-х — 1960-х годах на этом месте располагался деревянный «Зелёный театр» на 500 мест, который позже сгорел. В этом зале часто выступали различные артисты, включая, например, известного югославского певца Джордже Марьяновича. В начале 1970-х годов председатель Ереванского городского совета Армянской ССР (де-факто мэр Еревана) Григор Асратян предложил построить на этом месте камерный концертный зал. Он предложил нескольким архитекторам сделать проект и выбрал в качестве лучшего вариант Степана Кюркчяна, который также спроектировал внутренний интерьер и фонтаны перед зданием. Асратян оказал при строительстве большую поддержку, хотя открылся зал уже после его ухода с поста мэра.

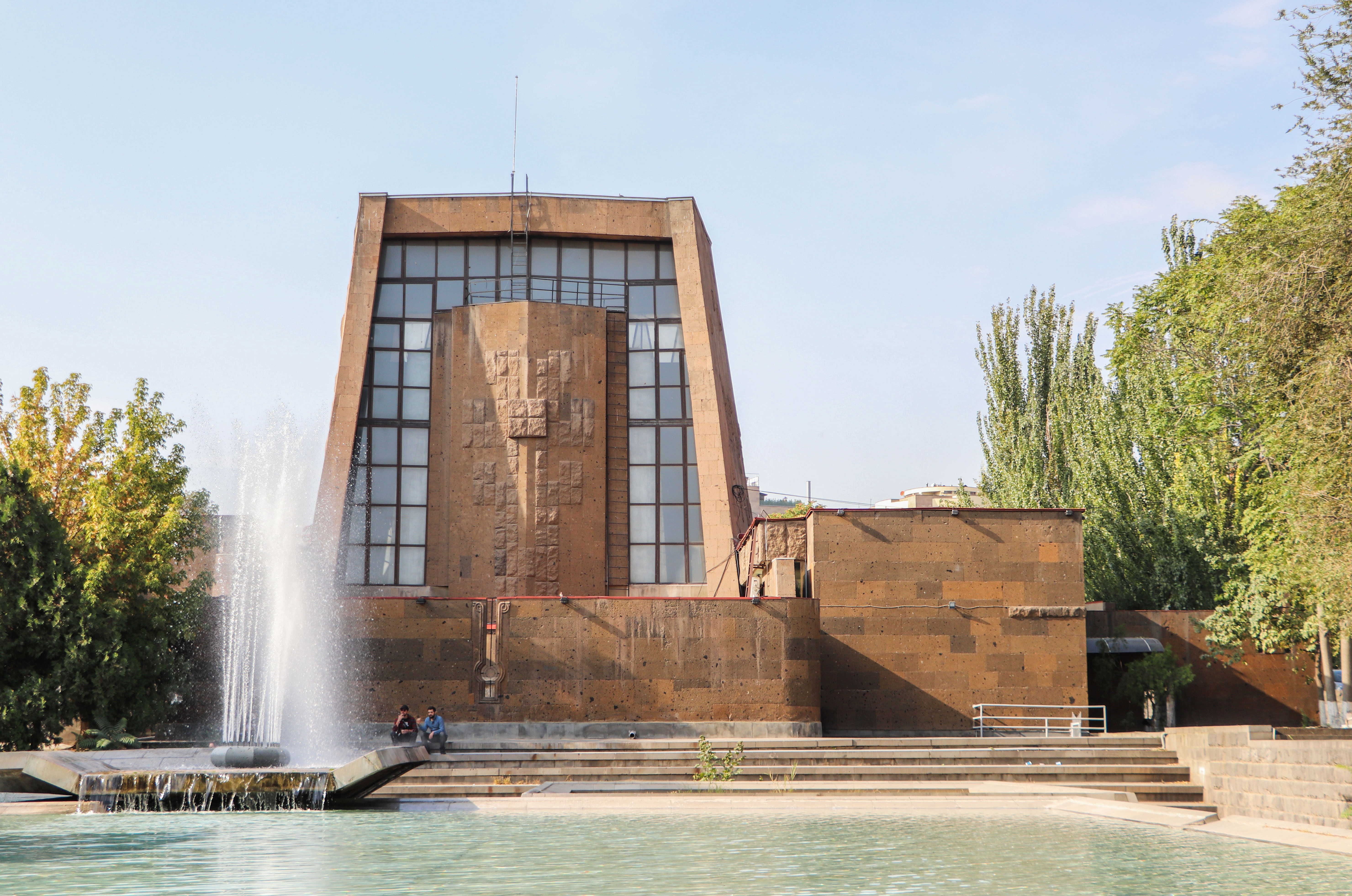
Вид на фонтаны и задний фасад здания

Кюркчян говорил, что для любого архитектора величайшей ценностью является проект церкви, и ввиду невозможности воплощения такого проекта в Армянской ССР, привнёс церковную планировку в здание концертного зала. Кюркчян говорил, что стремился создать архитектурную среду, которая будет непосредственно связана с музыкой, а это возможно только в рамках церковной архитектуры. Идеей Кюркчяна было сделать Дом камерной музыки не классическим концертным залом, куда люди приходили бы на запланированные концерты, а постоянно работающим местом отдыха. Зайти в Дом можно было в произвольный момент, независимо от того, играл там кто-нибудь или нет, и отдохнуть от мирской суеты. Фонтаны также проектировались из тех соображений, что до них должна была доноситься музыка из здания, и люди могли бы отдыхать у воды, слушая её. 

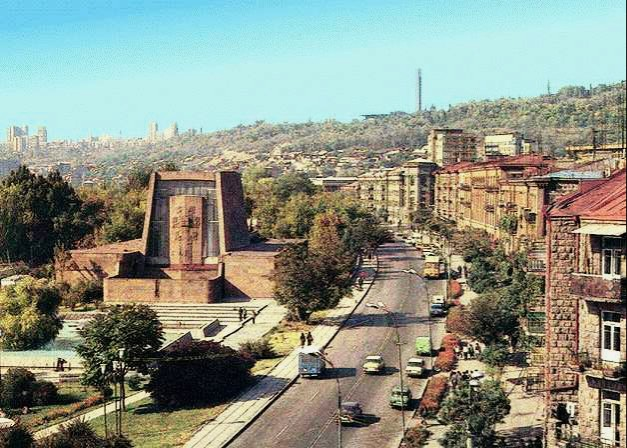
Зал в 1970-е годы, сразу после постройки

Зал был торжественно открыт в 1977 году выступлением струнного квартета имени Комитаса, исполневшего струнный квартет Бетховена №4. В первое время в зале выступал только квартет имени Комитаса, позже к нему присоединись другие оркестры. Для репетиций квартета была выделена отдельная комната.
После открытия зала обнаружились проблемы с акустикой. Для их решения были приглашены специалисты из Риги, которые в итоге выложили под сценой слой битого стекла, усилившего звучание.
В 1979 году в зале установили голландский орган фирмы Flentrop. Он был создан на основе образцов органов XVII-XVIII веков и предназначен в первую очередь для музыки эпохи барокко. Первый концерт на этом органе дал народный артист Республики Армения Ваагн Стамболцян. В 1990-е годы орган был повреждён, но в 2007-м безвозмездно восстановлен специалистом из Дрездена Кристианом Вегшайдером.

## Современное состояние

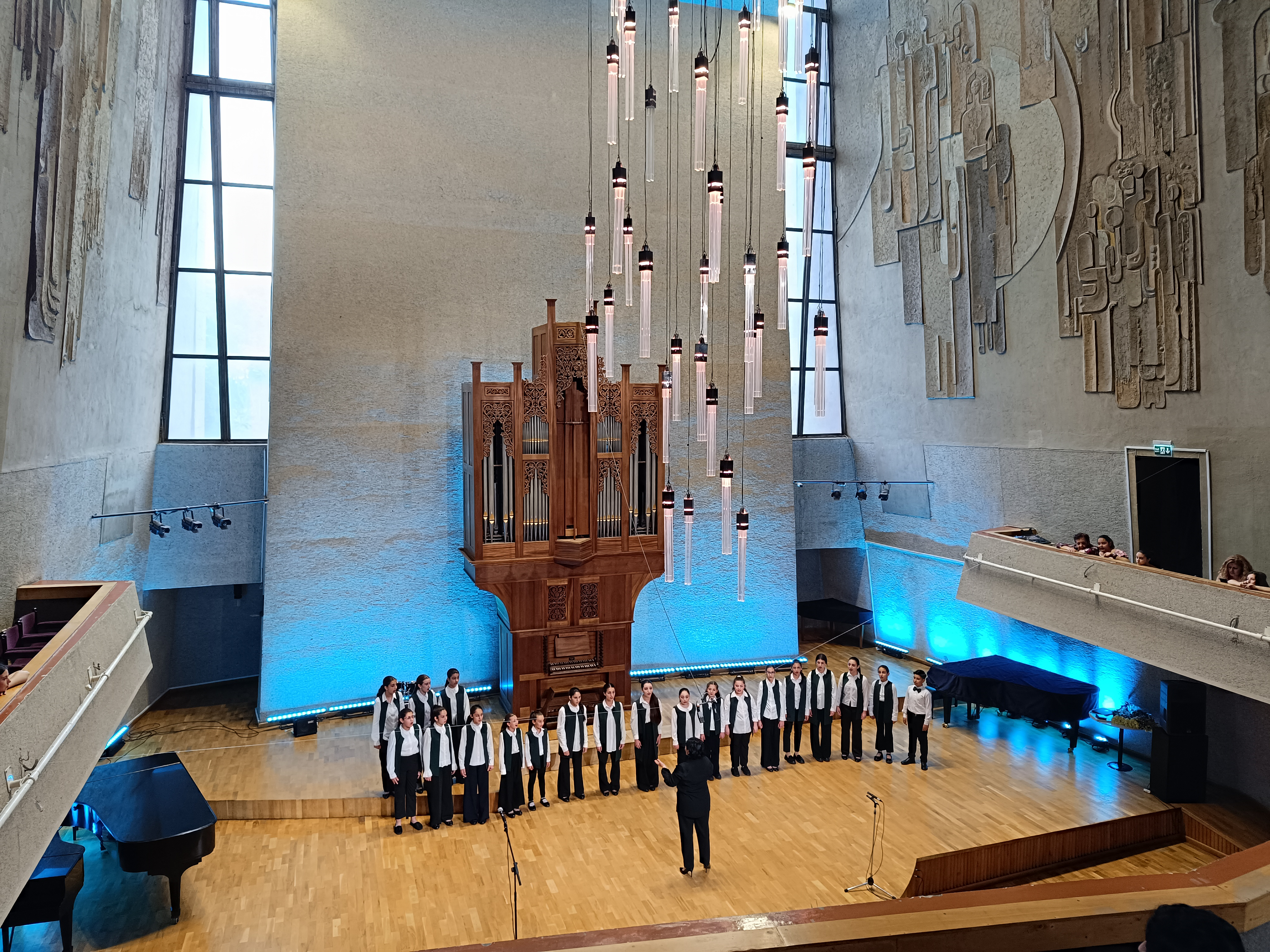
Зал изнутри и голландский орган

В здании расположен единственный концертный зал на 300 мест, а также лобби и фойе. Дом камерной музыки им. Комитаса и сегодня функционирует в качестве концертного зала, хотя идея Кюркчяна о постоянно открытых дверях больше не актуальна. Внутри здание претерпело незначительные изменения: фойе было разбито на несколько зон.
В Доме камерной музыки регулярно выступают Ереванский государственный камерный хор, Государственный камерный хор Армении, ансамбль старинной музыки «Тагаран», государственный камерный хор «Овер» и так далее.
Также в зале регулярно даются органные концерты. Ещё в советское время, например, в зале выступал всемирно известный органист Морис Дюрюфле.
В свободное от концертов время зал сдаётся под различные мероприятия.

## Памятник Ивану Айвазовскому

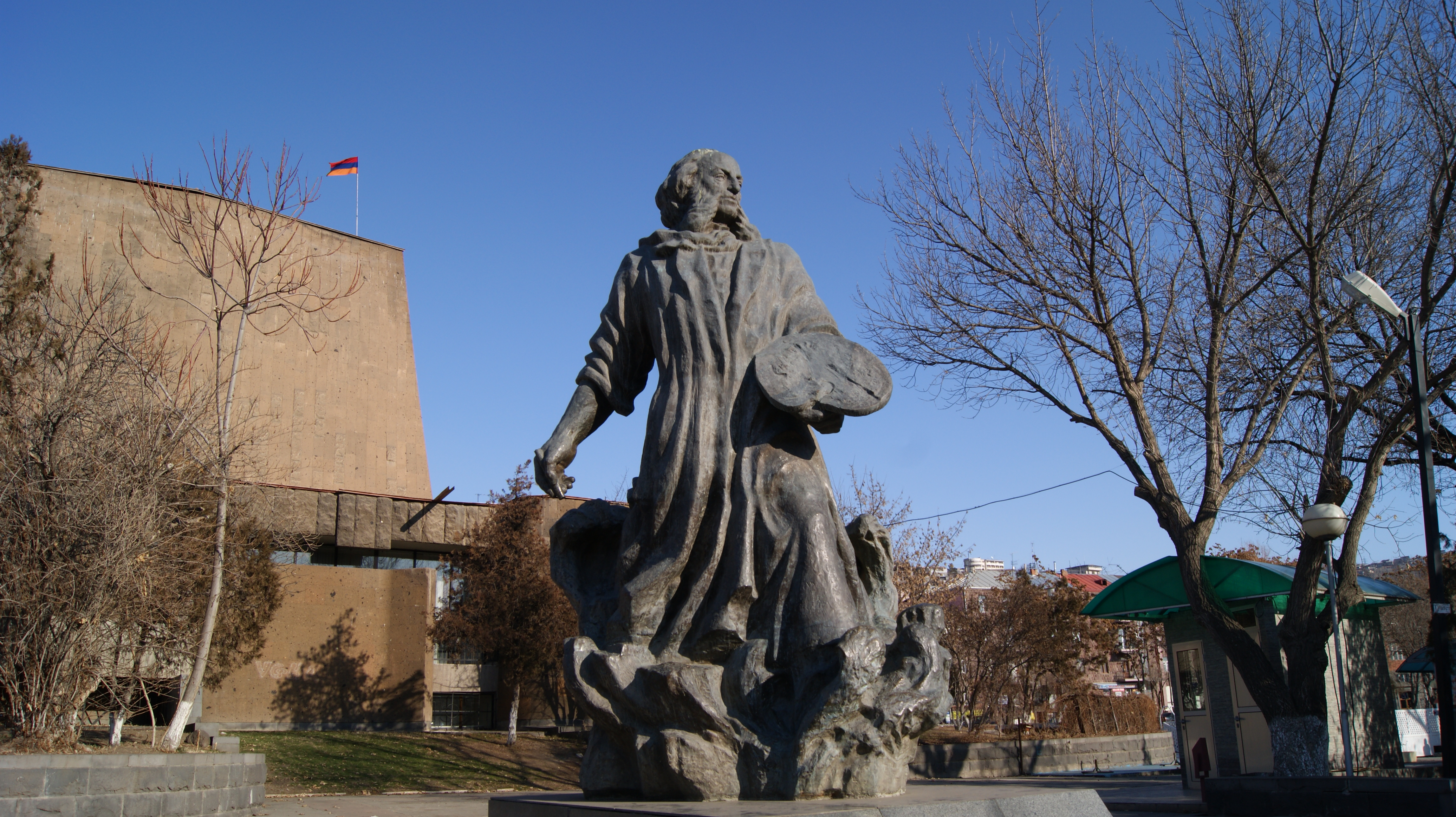
Памятник Айвазовскому

Ещё в середине 1980-х годов был объявлен конкурс на установку в Ереване памятника художнику Ивану Айвазовскому. Конкурс выиграли скульптор Юрий Петросян и архитектор Степан Кюркчян. Памятник решено было установить около Дома камерной музыки имени Комитаса, но из-за различных проволочек, последующего распада СССР и нестабильной ситуации в Армении установка задержалась почти на два десятилетия. 
В итоге памятник всё-таки был установлен и торжественно открыт 1 мая 2003 года при поддержке мецената Сеника Геворкяна. Сам памятник изготовлен из бронзы, а пьедестал — из памбакского гранита. Высота скульптуры составляет 3,5 метра. Художник изображён стоящим, с кистью в правой руке и палитрой в левой. У ног Айвазовского плещется море — основная стихия его картин; фигура художника вырастает из морских волн.
Место возле Дома камерной музыки — не первое из предложенных. Изначально памятник предполагали разместить возле Лебединого озера.